# Schietwilgwratmijt
De schietwilgwratmijt (Aculus tetanothrix) is een mijt die behoort tot de familie Eriophyidae en werd voor het eerst wetenschappelijk beschreven door Nalepa in 1889.
De mijt is kleiner dan 1 mm en veroorzaakt wratachtige gallen op de bladeren van wilgen (Salix), met name de schietwilg (Salix alba).

## Uiterlijk
De gal op de bovenkant van het blad is wratachtig onregelmatig van vorm en soms min of meer behaard en kan variëren in kleur van lichtgeel-groen tot diep rood. De binnenkant van de gallen is glad en wordt bewoond door de mijten.